# Paracis alba
Paracis alba is een zachte koraalsoort uit de familie Plexauridae. De koraalsoort komt uit het geslacht Paracis. Paracis alba werd in 1905 voor het eerst wetenschappelijk beschreven door Thomson & Henderson. 